# 大原大次郎 (デザイナー)
大原 大次郎（おおはら だいじろう、1978年 - ）は、神奈川県出身の日本のアートディレクター、グラフィックデザイナー。グラフィックデザイン、展覧会、ワークショップなどを通して文字や言葉の知覚を探るプロジェクトを展開する。

## 来歴
1978年神奈川県生まれ。
2003年武蔵野美術大学基礎デザイン学科卒業。
2014年、JAGDA新人賞と東京TDC賞を受賞。
2020年、「2020年東京オリンピック・パラリンピック」の公式アートポスターを制作。武蔵野美術大学、京都造形芸術大学（現京都芸術大学）、東京藝術大学非常勤講師、美学校講師。

## 主な作品・仕事
- 「もじゅうりょく」― 重力を主題としたモービルのタイポグラフィ[2]
- 「稜線」― 山岳写真と登山図を再構築した連作[2]
- 「TypogRAPy」― 音楽家とのコラボによるパフォーマンス[2]
- 「動線」― 2020年東京オリンピック 公式アートポスター[4][5]
- 星野源のジャケットアートワーク（「Stranger」「夢の外へ」ほか）[7]

## 関連書籍
- 「作字百景　ニュー日本もじデザイン」（グラフィック社、2019年2月。ISBN 978-4-7661-3271-7）
- 「稜線」(between the books)
- 「ハロー風景」
- 「New co. – KAKUBARHYTHM Graphic Archives - 」